# Kowale (gromada w powiecie trzebnickim)
Kowale – dawna gromada, czyli najmniejsza jednostka podziału terytorialnego Polskiej Rzeczypospolitej Ludowej w latach 1954–1972.
Gromady, z gromadzkimi radami narodowymi (GRN) jako organami władzy najniższego stopnia na wsi, funkcjonowały od reformy reorganizującej administrację wiejską przeprowadzonej jesienią 1954 do momentu ich zniesienia z dniem 1 stycznia 1973, tym samym wypierając organizację gminną w latach 1954–1972.
Gromadę Kowale z siedzibą GRN w Kowalach utworzono – jako jedną z 8759 gromad na obszarze Polski – w powiecie trzebnickim w woj. wrocławskim, na mocy uchwały nr 29/54 WRN we Wrocławiu z dnia 2 października 1954. W skład jednostki weszły obszary dotychczasowych gromad Kowale, Borkowice, Malczów, Przecławice i Wilczyn ze zniesionej gminy Oborniki Śląskie w tymże powiecie. Dla gromady ustalono 12 członków gromadzkiej rady narodowej.
31 grudnia 1961 gromadę zniesiono, a jej obszar włączono do gromad: Oborniki Śl. (wsie Kowale, Piekary, Droszów, Przecławice, Borkowice i Wilczyn), Trzebnica (wsie Rzepotowice i Malczów) i Prusice (wieś Kosinowo) w tymże powiecie.